# Carlo Leopardi
Il conte Carlo Orazio Leopardi (Recanati, 12 luglio 1799 – Recanati, 11 febbraio 1878) è stato un nobiluomo italiano, fratello di Giacomo Leopardi, di cui fu il compagno di giochi e di confidenze. Nel 1819,  Giacomo provò a fuggire da Recanati e consegnò a Carlo la lettera per il padre Monaldo. Dopo la partenza di Giacomo da Recanati, il loro rapporto continuò in forma epistolare. La sua vita fu segnata dal primo matrimonio per amore e non per ragioni di convenienza, a costo di sacrificare il rapporto con la famiglia di origine. Collaborò attivamente con il letterato Prospero Viani, a cui scrisse più di cinquanta lettere tra il 1844 ed il 1877, per ricostruire gli anni giovanili di Giacomo.

## Biografia
Secondogenito di Monaldo Leopardi e Adelaide Antici, si dedicò allo studio delle lingue moderne. 
Il 12 gennaio 1829 sposò Paolina Mazzagalli (1797-1850), figlia di Isabella Antici, sorella della madre Adelaide. Le nozze furono avversate dalla famiglia Leopardi, sia perché il matrimonio tra cugini non era ben visto (sebbene i genitori fossero in effetti cugini primi essi stessi), sia per l'esigua dote, pertanto Carlo andò a vivere con la moglie nella casa dei suoceri. Per questo motivo perse il maggiorascato che andrà al fratello minore Pierfrancesco.
Nel 1830 nacque la prima figlia, che morì ancora in cullae l'anno seguente nacque la secondogenita, Luigia, che morì a soli undici anni, nel 1842.
Il padre Monaldo, nonostante l'affronto subito in occasione del matrimonio, lo perdonò e gli procurò l'impiego di Direttore delle Poste ad Ancona.
In tale città, nel 1846, ricevette la visita del letterato Prospero Viani, inviato da Pietro Giordani per raccogliere testimonianze sulla vita di Giacomo. Rimase ad Ancona alcuni anni, poi tornò a Recanati nel Palazzo della famiglia della moglie.
Ricoprì i ruoli di Gonfaloniere e Anziano nella magistratura recanatese, fino al 21 settembre 1860
.
Rimasto vedovo nel 1850, nel luglio 1858 si sposò una seconda volta, con la torinese Teresa Teja (1826-1898), vedova di Nepomuceno Pautas e madre di tre figli. Carlo la conobbe presso casa di amici, la famiglia Carradori: Teresa era istitutrice delle due figlie più giovani del conte Matteo Ricci di Macerata e Alessandra, figlia di Massimo d'Azeglio.
Carlo fece costruire la sua villa davanti a San Leopardo.
Dopo il 1860 preferì astenersi da ruoli pubblici, avendo giurato in precedenza per il Papa.
Nel 1870 collaborò nuovamente con Prospero Viani, a cui fornì ulteriori dettagli sugli anni giovanili di Giacomo e copie delle sue lettere, ricopiate, prima dell'invio, da Carlo e dalla sorella Paolina.
In vita fu un personaggio controverso, in quanto fu accusato di aver accresciuto il patrimonio grazie all'avarizia e all'usura.
Anche le vicende successive al decesso, avvenuto nel 1878 per infarto
, furono turbolente, in quanto la vedova chiese di seppellire il marito nella tomba di famiglia Leopardi, nella chiesa di San Leopardo o nella chiesa di Santa Maria in Varano, tuttavia il nipote conte Giacomo, figlio del fratello ultimogenito Pierfrancesco (1813-1851), non acconsentì e proibì di pubblicare gli annunci mortuari utilizzando il cognome Leopardi.
Le cronache del suo funerale riportano lo scherno ed il dileggio dei compaesani di Recanati verso la salma. Inizialmente fu sepolto in una tomba di fortuna e poi, nel 1882, la vedova fece costruire un tempietto in suo onore, in cui fu inumato.

## Opere su Carlo Leopardi

### Opere biografiche
- Leopardi, Giacomo, 1798-1837., Lettere al fratello Carlo, Edizioni Osanna Venosa, 1997, ISBN 88-8167-189-1, OCLC 38113597. URL consultato il 14 dicembre 2019.
- Panajia, Alessandro., Teja Leopardi, Teresa, 1826-1898. e Carradori de' Flamini, Antonio, 1814-1882., Scene da un matrimonio : le nozze di Carlo e Teresa Leopardi, ETS, 2002, ISBN 88-467-0617-X, OCLC 51567353. URL consultato il 14 dicembre 2019.
- Teresa Teja, I superstiti, in Note biografiche sopra Leopardi e la sua famiglia, con introduzione di F.A. Aulard, Milano, Fratelli Dumolard, 1882, OCLC 49429467. URL consultato il 21 dicembre 2019.}
- Ciarlantini P., Il percorso biografico-artistico di Clorinda Corradi Pantanelli, "musa" di Carlo Leopardi, in Elisabetta Pasquini (a cura di), Quaderni Musicali Marchigiani, vol. 10, QuattroVenti, 2003, ISBN 88-392-0742-2, OCLC 889157389. URL consultato il 12 febbraio 2020.

### Romanzi
- Mari, Michele, Io venía pien d'angoscia a rimirarti, Einaudi, 2016, ISBN 978-88-06-22896-5, OCLC 953794024. URL consultato il 14 dicembre 2019.

### Opere cinematografiche
- Il giovane favoloso (2014), film di Mario Martone. Carlo Leopardi è interpretato da Edoardo Natoli[20].